# Danh sách tập phim Digimon Xros Wars (mùa 3)
Mùa thứ ba của Digimon Xros Wars có tựa đề Digimon Xros Wars: Toki o Kakeru Shōnen Hantā-tachi (デジモンクロスウォーズ～時を駆ける少年ハンターたち～ Dejimon Kurosu Wōzu ~Toki o Kakeru Shōnen Hantā-tachi~), còn được gọi là Digimon Hunters (デジモンハンターズ Dejimon Hantāzu), do Toei Animation sản xuất, được phát sóng trên TV Asahi từ ngày 2 tháng 10 năm 2011 đến 25 tháng 3 năm 2012. Phim của đạo diễn Endo Tetsuya và sản xuất bởi Sanjo Riku.
Ca khúc mở đầu là bài "Stand up" do nhóm Twill trình bày. Nhạc lồng trong phim gồm 5 bài: "WE ARE Xros Heart" (WE ARE クロスハート! WE ARE Kurosu Hāto!) của Wada Kouji, "Blazing Blue Flare" của Takatori Hideaki, "Tagiru Chikara!" (タギルチカラ!) của Psychic Lover, "Shining Dreamers" của Iwasaki Takafumi và "Legend Xros Wars" (レジェンド・クロスウォーズ Rejendo Kurosu Wōzu) của YOFFY và Iwasaki Takafumi.

## Danh sách tập
| STT    | STT | Tên tập phim | Ngày phát sóng gốc   |
| Series | Mùa | Tên tập phim | Ngày phát sóng gốc   |
| ------ | --- | --- | -------------------- |
|        |     | |                      |
| 55     | 1   | "Chúng ta là thợ săn Digimon!" "Oretachi, Dejimon Hantā!" (おれたちデジモンハンター！)                                                                                            | 2 tháng 10 năm 2011  |
| 56     | 2   | "Các học sinh biến mất! Bóng tối mờ ảo của Sagomon" "Seito-tachi ga Kieta! Yurameku Sagomon no Kage" (生徒たちが消えた！ゆらめくサゴモンの影)                                     | 9 tháng 10 năm 2011  |
| 57     | 3   | "Ước mơ của câu lạc bộ robot, cơn cám dỗ của Pinochimon" "Robotto-bu no Yume, Pinokkimon no Yūwaku" (ロボット部の夢、ピノッキモンの誘惑)                                          | 16 tháng 10 năm 2011 |
| 58     | 4   | "Học sinh ưu tứ bị nhắm đến! Nụ cười của Blossomon" "Yūtousei ga Nerawareta! Burossamon no Hohoemi" (優等生が狙われた！ブロッサモンの微笑)                                        | 23 tháng 10 năm 2011 |
| 59     | 5   | "Cẩn thận với sự dễ thương! Cái bẫy của thợ săn xinh xắn Airu!" "Kawaisa Youchūi! Kyūto Hantā, Airu no Wana!" (かわいさ要注意！キュートハンター、アイルの罠！)                    | 30 tháng 10 năm 2011 |
| 60     | 6   | "Trận đấu kiếm đạo Digimon! Thank kiếm Kotemon tới sát rồi!!" "Dejimon Kendō Shoubu! Kotemon no Yaiba ga Semaru!!" (デジモン剣道勝負！コテモンの刃が迫る！！)                     | 6 tháng 11 năm 2011  |
| 61     | 7   | "Okonomiyaki hoảng loạn! Thành phố toàn Pagumon" "Okonomiyaki Panikku! Pagumon Darake no Machi" (お好み焼きパニック！パグモンだらけの町)                                          | 13 tháng 11 năm 2011 |
| 62     | 8   | "Săn Digimon phát triển mạnh! Thợ săn cao tay ở khu phố thương mại!!" "Dejimon Hanto Daihanjou! Shoutengai no Sugoude Hantā!!" (デジモンハント大繫盛！商店街のスゴ腕ハンター！！) | 20 tháng 11 năm 2011 |
| 63     | 9   | "Taiki trở thành mục tiêu! Tiếng khóc của siêu sao nổi tiếng!" "Nerawareta Taiki! Chou Serebu Sutā no Otakebi!" (狙われたタイキ}！超セレブ・スターの雄たけび！)                   | 27 tháng 11 năm 2011 |
| 64     | 10  | "Đi đến Hồng Kông! Bảo vệ nữ Idol xinh đẹp!!" "Hon Kon Jouriku! Chou Bishōjo Aidoru o Mamore!!" (香港上陸！超美少女アイドルを守れ！！)                                            | 4 tháng 12 năm 2011  |
| 65     | 11  | "Tagiru trở nên yếu đuối!? Gumdramon gặp rắc rối lớn!!" "Tagiru ga Funya-funya!? Gamudoramon Dai Pinchi!!" (タギルがふんやふんや！？ガムドラモン大ピンチ！！)                     | 11 tháng 12 năm 2011 |
| 66     | 12  | "Ngon hay dở? Cuộc thi Ramen Digimon!" "Oishī? Mazui? Dejimon Rāmen Shoubu!" (おいしい？まずい？デジモンラーメン勝負！)                                                           | 18 tháng 12 năm 2011 |
| 67     | 13  | "Chuyến đi chỉ dành cho trẻ em toàn cầu! Đoàn tàu Digimon trong mơ" "Kodomo Dake no Sekai Ryokou! Yume no Dejimon Torein" (子供だけの世界旅行！夢のデジモントレイン)              | 25 tháng 12 năm 2011 |
| 68     | 14  | "Các thợ săn tập trung! Cuộc chiến giành Digimon ở đảo phương Nam!" "Hantā Daishuugou! Minami no Shima no Dejimon Soudatsusen!" (ハンター大集合！南の島のデジモン争奪戦！)        | 8 tháng 1 năm 2012   |
| 69     | 15  | "Muốn kết bạn không? Lời hứa của quỷ Phelesmon" "Tomodachi Hoshī? Feresumon Akuma no Yakusoku" (友だち欲しい？フェラスモン悪魔の約束)                                             | 15 tháng 1 năm 2012  |
| 70     | 16  | "Cuộc trải nghiệm kinh dị đến thóp tim! Tiếng kêu của thợ săn ma!!" "Doki-doki Kyoufu Taiken! Shinrei Hantā ga Hoeru!!" (ドキドキ恐怖体験！心霊ハンターが吠える！)                | 22 tháng 1 năm 2012  |
| 71     | 17  | "Giống hay không? Tên trộm cải trang Betsumon" "Niteru? Nitenai? Hensou Kaitou Betsumon" (似てる？似てない？返送怪盗ベツモン)                                                     | 29 tháng 1 năm 2012  |
| 72     | 18  | "Tập hợp đĩa bay, khủng long! Giấc mơ của Ekakimon" "UFO Kyouryū Daishūgou! Yume no Ekakimon" (UFO・恐竜大集合！夢のエカキモン)                                                   | 5 tháng 2 năm 2012   |
| 73     | 19  | "Thám hiểm dưới đáy biển! Tìm thấy kho báu Digimon như mơ!" "Kaitei Daibouken! Yume no Zaihou Dejimon o Sagase!" (海底大冒険！夢の財宝デジモンを探せ！)                           | 12 tháng 2 năm 2012  |
| 74     | 20  | "Thẻ hiếm biến mất! RookChessmon vô đối" "Rea Kādo ga Kieta! Muteki no Rūkuchesumon" (レアカードが消えた！無敵のルークチェスモン)                                                 | 19 tháng 2 năm 2012  |
| 75     | 21  | "Khu vui chơi trong mơ! Digimon Land!" "Yume no Yūenchi, Dejimon Rando!" (夢の遊園地！デジモンランド！)                                                                           | 26 tháng 2 năm 2012  |
| 76     | 22  | "Hoàng Kim côn trùng! Bí ẩn của MetallifeKuwagamon" "Ōgon Konchū! Metarifekuwagāmon no Nazo" (黄金昆虫！メタリフェクワガーモンの謎)                                               | 4 tháng 3 năm 2012   |
| 77     | 23  | "Bây giờ được tiết lộ! Bí mật của việc săn Digimon!" "Ima Akasareru! Dejimon Hanto no Himitsu!" (今明かせる！デジモンハントの秘密！)                                              | 11 tháng 3 năm 2012  |
| 78     | 24  | "Các anh hùng huyền thoại tập hợp! Cuộc chiến Digimon kỳ cựu!!" "Densetsu no Hīrō Daishūketsu! Dejimon Ōru Sutā Kessen!!" (伝説のヒーロー大集結！デジモンオウルスター決戦！！)    | 18 tháng 3 năm 2012  |
| 79     | 25  | "Cháy lên nào Tagiru! Cuộc săn Digimon vinh quang!!" "Moeagare Tagiru! Eikou no Dejimon Hanto!" (燃え上がれタギル！栄光のデジモンハント！)                                        | 25 tháng 3 năm 2012  |